# Herman Borgrink
Herman Borgrink, né en février 1738 à Leeuwarden et mort dans cette ville le 25 janvier 1803, est un homme politique néerlandais.

## Biographie
Pharmacien à Leeuwarden, il devient membre du comité révolutionnaire de Frise en février 1795 et participe donc à la Révolution batave. Borgrink est un unitariste radical et est expulsé de la commune de Leeuwarden et emprisonné huit jours pour cette raison. Il devient ensuite député de Leeuwarden à la première assemblée nationale batave le 1er mars 1796. Il prend rarement la parole, hormis pour faire le récit de ses huit jours de prison, et n'est pas réélu lors de renouvellement de l'Assemblée le 1er septembre 1797.